# تنگ هایبین

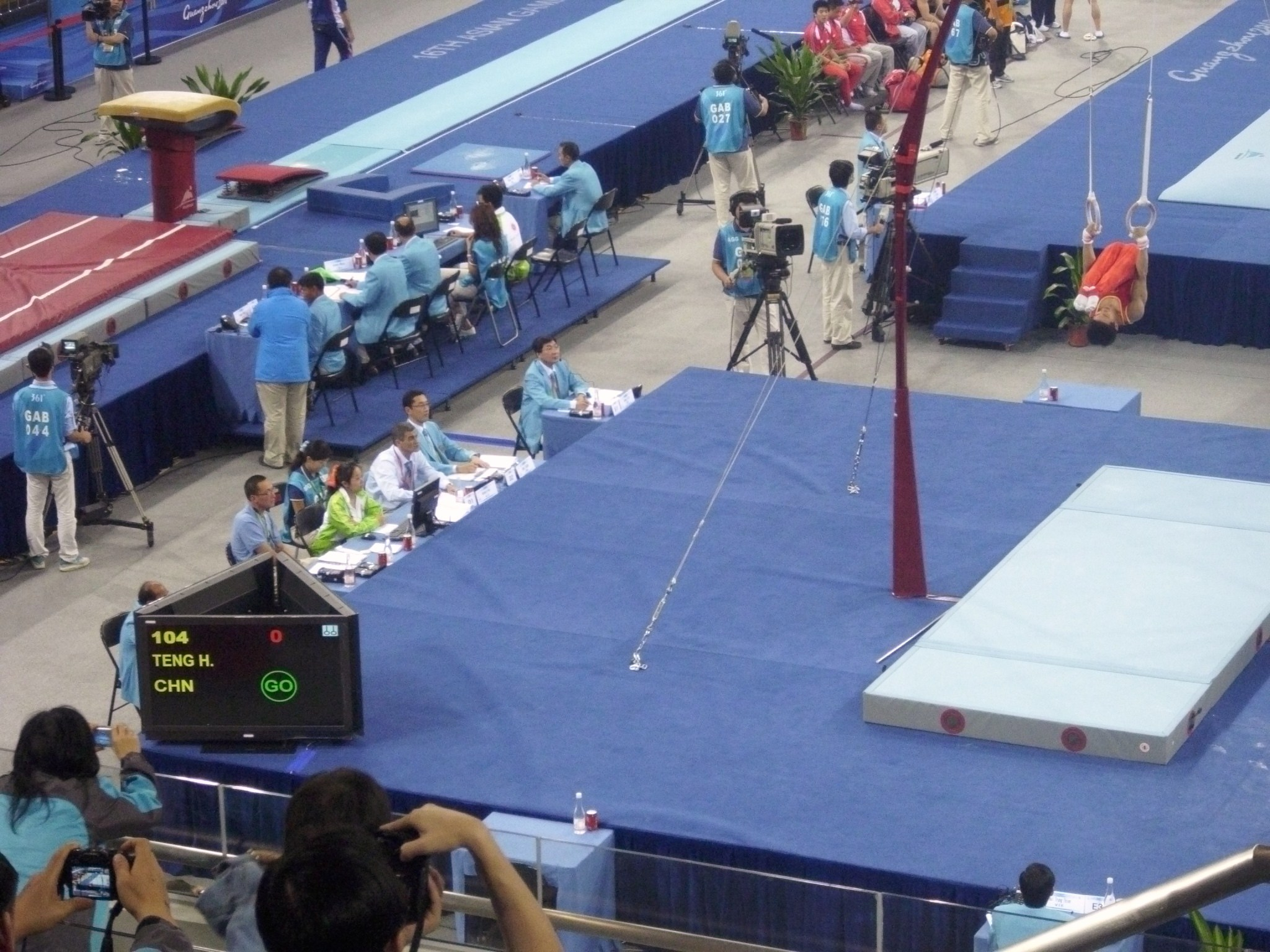
تنگ هایبین با لباس قرمز بر روی دارحلقه

تنگ هایبین (به انگلیسی: Teng Haibin) ژیمناست زادهٔ ۲ ژانویهٔ ۱۹۸۵ میلادی اهل کشور چین است.